# Plants vs. Zombies Heroes
Plants vs. Zombies Heroes ist eine Mischung aus einem Sammelkarten- und Kampfspiel, bei dem es darum geht, den gegnerischen Helden zu besiegen. Diese Version erschien 2016 für iOS und Android und ist Teil der Spielereihe Pflanzen gegen Zombies.

## Karten
Alle Karten gehören verschiedenen Seltenheitsgraden an, die unter Pflanzen- und Zombiekarten aufgeteilt werden. Diese Karten befinden sich in Packs, die man, mit der Währung des  Spiels, Diamanten kaufen kann.

### Seltenheitsgrade
- Ereigniskarten: Können nicht in Packs gefunden werden. Man erhält sie bei bestimmten Ereignissen. Bei diesen Ereignissen verdient man Tickets, durch welche man wiederum Karten erhalten kann.

- Spielmarkenkarten: erscheinen, wenn eine Karte gespielt wird, die Spielmarken beschwört.

- Häufige Karten: Bis jetzt wurde nur eine einzige Häufige Karte gesichtet: die Grizzly-Birne. Ähnlich wie bei Spielmarken ist es so, dass diese Karte nicht für Decks zu bekommen ist, allerdings durch andere Karten beschwört werden kann.

- Superseltene Karten: Superseltene Karten sind Trickkarten, die zwar nicht in Packs enthalten sind, sie jedoch gespielt werden können, indem man den zugehörigen Helden spielt.

- Basis-Häufige Karten: Basis-Häufige Karten können in Basis Packs gefunden werden und sind recht häufig.
- Premium-Ungewöhnliche Karten: für Premium-Ungewöhnliche Karten musst du mindestens ein Premium Pack öffnen. Aber auch da sind diese Karten sogar garantiert.(d. h. So wie bei den Basis-Häufigen Karten)

- Premium-Seltene Karten: Premium-Seltene Karten sind auch in Premium Packs zu finden. Sie sind etwas seltener. Aber dennoch sind sie garantiert.

- Premium-Superseltene Karten: Premium-Superseltene Karten sind nicht in Premium Packs garantiert. Mit etwas Glück bekommt man jedoch auch diese.

- Premium-Legendäre Karten: Premium-Legendäre Karten sind die Seltensten im ganzen Spiel und ebenfalls in Premium Packs erhältlich. Sie sind ebenfalls nicht garantiert. Wenn du jedoch eine bekommst, ist es natürlich eine besondere Ehre.

#### Helden
Helden sind wie Premium-Karten in Premium Packs erhältlich. Sie sind das Wichtigste für einen Kampf und sind sehr selten in Packs. Helden sowie Karten sind in verschiedene Gruppen (Klassen) unterteilt. Das heißt, dass Helden nur Karten benutzen können, die auch ihrer Klasse entsprechen. Helden besitzen zwei Klassen.
Folgende Helden gibt es: 
| Held            | Klassen     |            | Superkraft       | |
| --------------- | ----------- | ---------- | ---------------- | --- |
| Grüner Schatten | Riesenwuchs | Schlaukopf | Präzisionsschuss | Verursacht 5 Schaden in der Mittelreihe                                                               |
| Sonnenfackel    | Blütenbumm  | Solar      | Sonnenfeuer      | Verursacht 2 Schaden und der Spieler erhält jeden Zug, für den Rest des Spiels eine zusätzliche Sonne |
| Wall-Halla      | Schützer    | Solar      | Unknackbar       | Held nimmt für den Rest des Zuges keinen Schaden und zieht 1 Karte                                    |
| Schnappzilla    | Riesenwuchs | Solar      | Verschlingen     | Zerstört den Zombie mit der niedrigsten Gesundheit                                                    |
| Spudow          | Blütenbumm  | Schützer   | Kopfwurf         | Erschafft einen Hitzkopf mit Gesundheit 1 und teamfähig                                               |
| Zitron          | Schützer    | Schlaukopf | Zitrusschild     | Alle Pflanzen nehmen für den Rest des Zuges keinen Schaden und der Spieler zieht 1 Karte              |
| Grasfaust       | Riesenwuchs | Schützer   | Graskloppe       | Verursacht 2 Schaden in allen Erdreihen                                                               |
|                 | Blütenbumm  | Schlaukopf |                  | |
| Rosie           | Schlaukopf  | Solar      |                  | Verwandele den Zombie mit dem höchsten Angriffswert in eine Ziege (1\|1)                              |
| Beta-Karottina  | Schützer    | Schlaukopf |                  | |

| Held               | Klassen     |            | Superkraft       | |
| ------------------ | ----------- | ---------- | ---------------- | --- |
| Super Brainz       | Riesenwuchs | Schlaukopf | Präzisionsschuss | Verursacht 5 Schaden in der Mittelreihe                                                               |
| Der Zerschmetterer | Blütenbumm  | Solar      | Sonnenfeuer      | Verursacht 2 Schaden und der Spieler erhält jeden Zug, für den Rest des Spiels eine zusätzliche Sonne |
| Unendwichtkeit     | Schützer    | Solar      | Unknackbar       | Held nimmt für den Rest des Zuges keinen Schaden und zieht 1 Karte                                    |
| Rostbolzen         | Riesenwuchs | Solar      | Verschlingen     | Zerstört den Zombie mit der niedrigsten Gesundheit                                                    |
| Electric Boogaloo  | Blütenbumm  | Schützer   | Kopfwurf         | Erschafft einen Hitzkopf mit Gesundheit 1 und teamfähig                                               |
| Zitron             | Schützer    | Schlaukopf | Zitrusschild     | Alle Pflanzen nehmen für den Rest des Zuges keinen Schaden und der Spieler zieht 1 Karte              |
| Grasfaust          | Riesenwuchs | Schützer   | Graskloppe       | Verursacht 2 Schaden in allen Erdreihen                                                               |
|                    | Blütenbumm  | Schlaukopf |                  | |
| Rosie              | Schlaukopf  | Solar      |                  | Verwandelt den Zombie mit dem höchsten Angriffswert in eine Ziege (1\|1)                              |
| Beta-Karottina     | Schützer    | Schlaukopf |                  | |

#### Deck
Das Deck wird für den Kampf benötigt und besteht aus 40 Karten, vier Superkraft-Karten und einem Helden.

#### Packs
In Packs lassen sich (fast) alle Karten finden. Ebenfalls können Helden gefunden werden. Man unterscheidet zwei verschiedene Arten von Packs: Premium Packs und Basis Packs. Im Basis Pack lassen sich nur Basis-Häufige Karten finden, in Premium Packs alles andere. Spielmarken, Häufige, Superseltene und Ereigniskarten können nicht in Packs gefunden werden. Mit geringer Wahrscheinlichkeit können Helden in Premium Packs gefunden werden.

## Kampf

### Startkarten
Zu Beginn eines Kampfes zieht jeder Spieler seine Startkarten. Diese bestehen aus 4 zufälligen Karten, welche auch einmal neu gemischt werden können. Zudem wird eine Superkraft hinzugefügt.

### Züge
- Pflanzen Spielen: Wenn es heißt „Pflanzen Spielen“ darf der Spieler mit dem Pflanzen Helden alle Karten legen, sofern er genug Sonnen besitzt.
- Zombies Spielen: Wenn es heißt „Zombies spielen“ darf der Spieler mit dem Zombie Helden alle Karten (außer Trickkarten) legen, sofern er genug Hirne besitzt.(Zombies spielen zuerst. Dann die Pflanzen)
- Zombie Tricks: Wenn es heißt „Zombie Tricks“ darf der Spieler mit dem Zombie Helden Tricks ausspielen, sofern er genug Hirne besitzt.
- Kampf: Nun greifen sich die Pflanzen und Zombies an. Wird Schaden am Held verursacht, füllt sich seine Blockanzeige und er kann nach bestimmt vielen Treffern einen Angriff abwehren.
- Nächste Runde: Wenn die Zombies erneut spielen, erhalten beide Spieler eine Sonne bzw. ein Gehirn mehr und alles beginnt von vorne.

#### Online
Neben Missionen gibt es auch noch Onlinekämpfe, in denen man anders als in Missionen gegen echte Gegner um Ränge kämpft. Nach jedem Sieg erhält man einen Stern, bei jedem fünften Stern steigt man einen Rang auf. Verliert man einen Kampf, verliert man auch einen Stern.

## Rezeption
Aus 8 aggregierten Wertungen erzielt Plants vs. Zombies Heroes auf Metacritic einen Score von 86.

## Belege
1. 1 2  Plants vs. Zombies Heroes. In: Metacritic. Abgerufen am 5. Juli 2025.